# The Ruins Of The Lost Kingdom Online
『The Ruins Of The Lost Kingdom Chronicle』は、TOMOSHIBI.NETが制作するオンライン3DアクションRPGである。

## 概要
The Ruins Of The Lost Kingdomのゲームシステムをベースとしている。通称「rolc」。
2013年10月頃、オフライン版である旧RoL及び旧ROLOとが統合され、タイトルも上記の通り変更された。

## ゲームシステム

### ステータス
各キャラクターの体力や攻撃力、防御力等に関与するステータス。これらステータスにはステータスポイントが割り当てられ、キャラクター毎に配分が異なる。後述のメイキングキャラクターは、ステータスポイントを任意に割り当てることができる。

#### 基本ステータス
HP
いわゆる体力。0になるとゲームオーバーとなる。
MP
クラススキルを使用すると消費する。HPや後述する攻撃・防御系ステータスとは異なり、レベルアップしても最大値は増加しないが、特定の防具の称号で増加させることができる。。
武器チャージ速度(WCS)
武器攻撃のチャージ速度。値が小さいほど速い。
魔法チャージ速度(MCS)
魔法攻撃のチャージ速度。武器同様、値が小さいほど速い。

#### 攻撃・防御系ステータス
これらはクラスによって初期補正がかかる。また、装備品強化によって伸ばすこともできる。
STR
物理攻撃力の最大値に関与する。
DEX
物理攻撃力の最小値及び会心率に関与する。一部の武器でDEXに依存して威力が変化するスキルが存在する。
VIT
物理防御力に関与する。武器ゲージ回復速度もこれに依存する。
INT
魔法攻撃力の最大値に関与する。一部の武器でINTに依存して威力が変化するスキルが存在する。
CON
魔法攻撃力の最小値及び会心率に関与する。一部スキルはCONに依存するものがある。
MEN
魔法防御力に関与する。魔法ゲージ回復速度もこれに依存する。

#### 種族ステータス
出現するモンスターは獣人、魔獣、物質、死霊、魔人、竜の6つに大別され（一部例外あり）、武器攻撃した時、対応する種族ステータスでその敵へのダメージが変化する。
種族補正はキャラクターの初期補正もあるが、武器を強化すれば伸ばすこともできる。

#### 属性ステータス
属性は火、水、風、土、光、闇の6つに大別され（これらの複号魔法も存在する）、魔法または属性付きの武器で攻撃した時、敵の耐性でその敵へのダメージが変化する。属性補正はキャラクターの初期補正もあるが、指輪を強化すれば伸ばすこともできる。

#### 耐性ステータス
属性によって敵から受ける魔法攻撃のダメージを抑えることができる。キャラクターの初期補正もあるが、防具を強化すれば伸ばすこともできる。ただし、一部の魔法攻撃では耐性でダメージを軽減できない。

### クラス
各キャラクターは初期クラスを1つ持っているが、「古の碑文」の特定のミッションをクリアすることで新たなクラスを取得できる。
次数の同じクラスは各キャラクター1つまでしか保持出来ず、2回目に新たなクラスを取得すると古いクラスは履歴化され、習得していたクラススキルは無くなってしまうが、再取得が可能である。扱える武器、防具もクラスにより決まっているが、どのクラスも指輪による魔法は使用可能。
ちなみに武器は短剣、細剣、長剣、曲刀、刀、斧、鎚、杖、棍、槍、弓の十一種である。指輪に込められた属性は火、水、風、土、光、闇、爆、氷、雷、砂、虚の十一種である。防具は軽装備（服・手袋・靴）、軽防具（軽鎧・軽手甲・軽具足）、重防具（重鎧・手甲・具足）の3つに大別される。

#### 初期（一次）クラス
ソルジャー  (SOL）
戦場に生きる戦士のクラス。
剣系の武器を得意とし、魔法もそつなくこなす。
初期クラススキルのコンボ数に応じてダメージが増加する「フェイタルショックⅠ」。
長剣Lv4　曲刀Lv3　刀Lv2　魔法Lv3
補正　STR+10%　INT+10%　VIT-5%　MEN-5%
シーフ  （THF）
素早い動きを特徴とする盗賊のクラス。
短剣、曲刀の扱いに長けるが、魔法の扱いは苦手。
初期クラススキルは小さい爆弾をばら撒く「ストルーボム」。
短剣Lv4　曲刀Lv4　斧Lv2　鎚Lv1　弓Lv3　魔法Lv1
補正　DEX+20%　MEN-15%
ウォリアー  (WAR)　
重量武器を得意とした重戦士のクラス。
斧、鎚の扱いに長ける反面、魔法は使用出来ない。
初期クラススキルは周囲の敵を気絶させる「ハウリングⅠ」。
曲刀Lv2　刀Lv3　斧Lv5　鎚Lv5　槍Lv3　魔法Lv0
補正　STR+20%　INT-15%
ナイト  (KNT)
礼節を重んじる誉れ高き騎士のクラス。
剣系の扱いに長けるが、魔法の扱いは苦手。
初期クラススキルは攻撃を受けた際の怯みを軽減する「ソリッドボディⅠ」。
細剣Lv2　長剣Lv4　曲刀Lv4　斧Lv2　槍Lv4　魔法Lv1
補正　VIT+20%　CON-15%
クレリック  (CLC)
神に身を捧げる聖職者のクラス。
魔法だけでなく、杖や棍といった武器も扱える。
初期クラススキルは自分や仲間のHPを回復する「ヒールⅠ」。
鎚Lv3　杖Lv3　棍Lv3　魔法Lv4
補正　MEN+20%　DEX-15%
メイジ  (MAG)
魔道を歩みし魔道士のクラス。
高い魔法能力を誇るが武器の扱いは苦手。
初期クラススキルは敵の移動を抑止する「バンムーブ」。
短剣Lv2　杖Lv2　棍Lv2　魔法Lv5
補正　INT+20%　STR-15%
エンチャンター  (ENC)
属性を巧みに操る付与術士のクラス。
棍と魔法を得意とし、短剣も扱うことができる。
初期クラススキルは仲間の武器に魔法属性を付与する「エンチャントⅠ」。
細剣Lv3　杖Lv3　棍Lv4　弓Lv1　魔法Lv3
補正　CON+20%　VIT-15%

#### 二次クラス
ブレイブハート  (BRV)
勇敢なる意志を持つ勇者のクラス。
曲刀、弓、魔法を得意とする。
初期クラススキルは敵の物理防御力の影響を受けない攻撃を放つ「ペネトレイトⅠ」。
長剣Lv3　曲刀Lv4　弓Lv4　魔法Lv4
補正　STR+10%　DEX+10%　INT+10%　CON+10%　VIT-15%　MEN-15%
センチュリオン  (CEN)
兵を統括する指揮官のクラス。
長剣、斧を得意とし、槍、魔法も扱える。
初期クラススキルは近くの仲間に号令を発し、獣人種族に対する士気を高める「アンチオーガⅠ」。
長剣Lv3　曲刀Lv4　弓Lv4　魔法Lv4
補正　STR+5%　DEX+15%　INT+5%　CON+15%　VIT-15%　MEN-15%
レンジャー  (RNG)
戦場に罠を仕掛ける遊撃士のクラス。
斧、鎚、弓を得意とする。
初期クラススキルは強力な威力を持つ爆弾を設置する「アサルトボムⅠ」。
刀Lv1　斧Lv4　鎚Lv4　弓Lv4　魔法Lv3
補正　DEX+20%　CON+20%　VIT-15%　MEN-15%
フェンサー  (FNC)
百練の技を繰り出す剣士のクラス。
細剣を得意とするが、魔法の扱いは苦手。
初期クラススキルは全段クリティカルの高速連続攻撃を放つ事が出来る「イフィシェントブレイクⅠ」。
短剣Lv3　細剣Lv5　長剣Lv2　曲刀Lv2　刀Lv3　魔法Lv1
補正　STR+20%　DEX+20%　INT-15%　MEN-15%
グラディエーター  (GLD)
闘いに全てを賭ける闘士のクラス。
槌や棍といった打撃武器を卓越された腕力で操る。
初期クラススキルは敵に力の限り武器を叩きつける「フォースリベレイションⅠ」。
刀Lv2　斧Lv4　鎚Lv5　棍Lv5　槍Lv2　魔法Lv0
補正　STR+20%　VIT+20%　INT-15%　CON-15%
クルセイダー  (CRD)
神に仕える聖戦士のクラス。
細剣を得意とするが、魔法の扱いは苦手。
初期クラススキルは仲間の能力を向上させる「アンプリファイⅠ」。
細剣Lv4　長剣Lv3　刀Lv2　杖Lv2　槍Lv3　魔法Lv2
補正　VIT+20%　MEN+20%　DEX-15%　CON-15%
ウォーロック  (WLK)
古の呪術を操る呪術士のクラス。
弱体魔法を得意とし、短剣、棍の扱いにも長けている。
初期クラススキルは敵の能力を低下させる「リデュースⅠ」。
短剣Lv4　杖Lv3　棍Lv4　魔法Lv4
補正　INT+20%　MEN+20%　STR-15%　DEX-15%
ソーサラー  (SOR)
高度な魔術を操る魔術士のクラス。
得意とする魔法を更に強化する高い能力を有する。
初期クラススキルは常に敵の弱点属性に作用する「アキュレイトマジックⅠ」。
短剣Lv3　鎚Lv2　杖Lv3　棍Lv2　魔法Lv5
補正　INT+20%　CON+20%　STR-15%　VIT-15%

#### 三次クラス
ロード  (LOR)
権威を手中に収めた君主のクラス。
長剣の扱いに長け、槍も得意とする。
初期クラススキルは秘めたる力を解放し強力な攻撃を放つ「ウェイクアップⅠ」。
細剣Lv1　長剣Lv5　斧Lv3　槍Lv4　魔法Lv3
補正　STR+20%　INT+20%　VIT-15%　MEN-15%
アサシン  (ASN)
闇の仕事を請け負う暗殺者のクラス。
短剣を巧みに操り、敵の命を奪う。
初期クラススキルは敵の背後から当てる事で強力な威力を発揮する不意打ち攻撃「アサシネイションⅠ」。
短剣Lv5　曲刀Lv3　斧Lv3　槍Lv1　弓Lv4　魔法Lv1
補正　DEX+30%　VIT-5%　INT-5%　MEN-10%
ベルセルク  (BSK)
狂気に蝕まれた狂戦士のクラス。
重量武器の扱いに長け、刀も得意とする。
初期クラススキルは防御と引き換えに物理攻撃力を飛躍的に高める「デスペレイトアタック」。
曲刀Lv2　刀Lv4　斧Lv5　鎚Lv4　槍Lv1　魔法Lv0
補正　STR+30%　INT-10%　CON-5%　MEN-5%
ジェネラル  (GRL)
鉄壁の防御を誇る将軍のクラス。
細剣、長剣を得意とするが、魔法の扱いは苦手。
初期クラススキルはいかなる状況下でも攻撃を防御する「パーフェクトガードⅠ」。
細剣Lv4　長剣Lv5　斧Lv3　鎚Lv2　魔法Lv2
補正　VIT+30%　DEX-5%　INT-5%　CON-10%
セイント  (SNT)
神に祝福されし聖人のクラス。
細剣の扱いに長け、棍、指輪も得意とする。
初期クラススキルは傷つき倒れた者を蘇らせる「リザレクションⅠ」。
細剣Lv5　杖Lv1　棍Lv4　魔法Lv4
補正　MEN+30%　STR-5%　DEX-10%　CON-5%
ウィザード  (WIZ)
強力な魔法を行使する大魔道士のクラス。
杖、魔法を得意とする。
初期クラススキルは防御と引き換えに魔法攻撃力を飛躍的に高める「デスペレイトマジック」。
細剣Lv2　杖Lv4　棍Lv3　魔法Lv5
補正　INT+30%　STR-10%　DEX-5%　VIT-5%
エレメンタリスト  (ELM)
精霊を呼び出す精霊術士のクラス。
杖、魔法を得意とする。
初期クラススキルは火の精霊を召喚し、その力を借りる補助スキル「スピリットファイア」。
細剣Lv2　杖Lv5　棍Lv3　魔法Lv4
補正　CON+30%　STR-5%　VIT-10%　MEN-5%

#### 四次クラス
ヒーロー  (HRO)
悪を挫き、正義を成す英雄のクラス。
細剣の扱いに長け、弓、指輪も得意とする。
初期クラススキルは陣形を組み仲間と協力して攻撃を行う「フェイタルレイドⅠ」。
細剣Lv5　長剣Lv3　曲刀Lv2　弓Lv4　魔法Lv4
補正　STR+15%　DEX+15%　INT+15%　CON+15%　VIT-20%　MEN-20%
忍者  (NIN)
闇に潜み敵を討つ忍者のクラス。
短剣、刀を自在に操り、魔法も扱うことができる。
初期クラスは一度だけ敵の攻撃を無効化する「空蝉Ⅰ」。
短剣Lv5　刀Lv5　魔法Lv4
補正　DEX+30%　CON+30%　STR-10%　VIT-10%　INT-10%　MEN-10%
ソードマスター  (SDM)
剣の道を極めし剣聖のクラス。
刀剣を自在に操り、強力な自己強化能力を有する。
初期クラスは武器スキルのゲージ消費が低減される「アキュラシィⅠ」。
細剣Lv3　長剣Lv5　曲刀Lv5　刀Lv4　魔法Lv0
補正　STR+30%　DEX+30%　VIT-10%　INT-10%　CON-10%　MEN-10%
侍  (SAM)
武士道に生きる侍のクラス。
刀、曲刀を得意とするが、魔法の扱いは苦手。
初期クラススキルは刀に秘められたスキルを開放する「不生不滅」。
曲刀Lv5　刀Lv5　槍Lv4　弓Lv2　魔法Lv2
補正　STR+30%　VIT+30%　DEX-10%　INT-10%　CON-10%　MEN-10%
パラディン　(PLD)
神の加護を得し聖騎士のクラス。
棍、鎚を得意とし、結界を作り出す特殊な技を用い戦いを支援する。
初期クラススキルは結界内の仲間の体力を回復する「ヒーリングサークルⅠ」。
長剣Lv2　鎚Lv4　杖Lv1　棍Lv5　魔法Lv3
補正　VIT+30%　MEN+30%　STR-10%　DEX-10%　INT-10%　CON-10%
セージ  (SAG)
あらゆる知識を有する賢者のクラス。
杖を得意とし、特殊な魔法を行使する。
初期クラススキルはコンボ数に応じてダメージが増加する特殊な魔法「フィニッシング」。
短剣Lv3　細剣Lv2　鎚Lv3　杖Lv5　弓Lv3　魔法Lv4
補正　INT+30%　MEN+30%　STR-10%　DEX-10%　VIT-10%　CON-10%
スペルマスター  (SPM)
魔の道を極めし魔術王のクラス。
魔法を自在に操り、強力な自己強化能力を持つ。
初期クラススキルは一定時間指輪スキルの消費が低減される「メンタルフォーカスⅠ」。
短剣Lv3　杖Lv4　棍Lv2　魔法Lv5
補正　INT+30%　CON+30%　STR-10%　DEX-10%　VIT-10%　MEN-10%

#### EXクラス
マーシナリー  (MRC)
数多の死線を乗り越えた傭兵のクラス。
全ての武器を高度に使いこなし、魔法も中級まで扱う事ができる。
このクラスはクラススキルを習得しない。
全武器Lv4　魔法Lv3
補正　STR+5%　DEX+5%　INT+5%　CON+5%
ドラグーン  (DRG)
竜の力を内に秘める竜戦士のクラス。
槍、斧を得意とするが、魔法の扱いは苦手。
初期クラススキルは強烈な攻撃で敵を確実に怯ませる「スタッガーブロウ」。
曲刀Lv3　刀Lv3　斧Lv4　槍Lv5　魔法Lv2
補正　STR+10%　DEX+5%　VIT+5%
ベネラー  (VEN)
遠方より敵を射抜く狩人のクラス。
短剣、弓の扱いに長け、魔法も扱う事が出来る。
初期クラススキルは攻撃時に対象を正確に捉える「スマートエイムⅠ」。
短剣Lv5　斧Lv3　弓Lv5　魔法Lv4
補正　DEX+10%　CON+10%
クロノマスター  (CRN)
時と空間を支配する時空術士のクラス。
魔法に長け、杖も扱う事が出来る。
初期クラススキルは選択対象にカーソルスキルを連射可能になる「マーキングスペルⅠ」。
短剣Lv2　細剣Lv3　杖Lv4　棍Lv3　魔法Lv5
補正　INT+10%　CON+5%　MEN+5%

#### 特殊クラス
ノービス  (NOV)
「初期クラス」の中で、ソルジャーを除く6種類のいずれかに無条件で転職可能。
一度クラスを決めた後でもクラスを選び直すことも可能だが、それまでに手に入れた経験値は全て無くなってしまう。

### ユーザランク
各ユーザごとにユーザランクというものが存在し、ランクが上がると難易度の高いミッションにも挑戦可能となる。
ランクを上げるには、「高みへの試練」の特定ミッションをクリアする必要がある。

### 装備の強化
一部のアイテムを除く大部分の装備は強化を行うことができ、1回につき最大5つまでの素材を消費して装備品を強化することができる。強化するごとに攻撃力（防具の場合は防御力）が上昇するとともに、装備可能レベルが1上昇する。強化した回数はアイテム名の末尾に「+○」と表記される。
また、強化可能な回数は装備品ごとに決まっており、その回数を超えると「がらくた」になり装備不能となる。
「ティンクトゥラ」というアイテムを合成することにより強化可能な回数を無視して強化することが可能。
また、「ダークマター」というアイテムを合成すると強化とは正反対に、装備可能レベルが1下がり攻撃力および防御力が減少する。強化値をマイナスにすることも可能だが、装備可能レベルを1未満にすることはできない。

### ミッション
最深部にいるボスを倒せばミッションクリアである。ボスを倒す前にパーティが全滅してしまうと、ミッション失敗となる。
ミッション失敗時には報酬となるアイテムが一切貰えない、手に入る経験値が減少するなどのペナルティがある。
日々の鍛錬
コンボの練習等を行うステージ。ダウンするとHPが全回復する敵が中央に1匹存在する。この敵は、所持しているモンスターの核の中から選ぶ事ができる。
史跡への往訪
マップを進んで行き、最深部にいるハイクラスモンスターまたはボスクラスモンスターを倒すのが目的。後述の「高みへの試練」をクリアしてランクを上げると、ランクに応じた新たなミッションが出現する。時間帯によって登場するボスが入れ替わる。
高みへの試練
上述の「史跡への往訪」を全てクリアすると出現する。マップ最深部にはボスクラスモンスターが待ち構えており、初めてクリアした際、ユーザのランクが1つ上がる。
伝説への挑戦
史跡への往訪や高みへの試練では手に入れることができない特殊な素材を手に入れるために挑戦する。
「高みへの試練」に似ているが、ボスが非常に強力である。クリアは必須ではないが、登場するボスは以降のミッションでも頻繁に出現する。
果て無き探求
多様な素材を集めるためのミッション。現在はセンレーグ地方でランク1～12、ルシュイン砦地方で11～18までのミッションがある。経験値は手に入らないが、連続してクリアすると報酬の数が増加していく。
血戦の闘場
メモリアシステムに関する素材を集めるためのミッション。出現する敵は全てハイクラス・ボスクラスの敵で固定されている上に通常よりも若干強化されている。
古の碑文
クラスチェンジを行うための特殊なミッション。
クリアするとそのクラスに応じた記憶（オベリスク）を獲得可能。記憶を納品し、必要数貯まると高次クラスを獲得できる。
探求者への依頼
特定の条件を満たすと出現するミッション。ほとんどはハンターユニオンの職員から依頼を受領する。
結束の証明
同一のギルドのメンバーでのみプレイできる特殊なミッション。
出現する敵はすべて固定されており、非常に強力。取引所のランクを上げていくと受領できるミッションが増えていく。

## 拡張パッチ
「砂漠に眠る王墓」「雪渓に佇む魔城」「炎塵に霞む遺産」「雷雲を貫く巨塔」「絶海に浮ぶ孤城」「深奥に潜む魔宮」「崖下に伏す古跡」「悠久を翔る廃都」の8種類があり、いずれもシェアウェア（1000円～）である。
公式サイトからパッチをダウンロードし、購入時のメールに記されたシリアルキーを入力する事で初めて利用可能。
専用のミッションやアイテム等が手に入るようになる。その際、専用のものはゲーム内では黄色の文字で表示される。さらに、使用可能キャラも増える。
また、オフライン版用のパッチ「呪われし血族」でも使用可能キャラ（アレン）が一人増える。

## キャラクター
最初から14種類の固定キャラクター及びメイキングキャラクターを選択可能であり、追加パッチを購入することで使用可能なキャラクターを増やすことができる。
使用可能なキャラクター（括弧内は初期クラス）
最初から使用可能
- フェルテス（SOL）　突出したパラメータはないが、バランスのよいステータス配分である。火の補正強化がある。
- ガンツェ（THF）　万能型THF。THFの中でも防御力が高め。ただチャージが若干遅い。
- ティンガ（THF）　物理特化型THF。フリーキャラ屈指の物理攻撃力を誇る。魔法防御が低いのが弱点。
- ジウバ（WAR）　物理特化型WAR。STR、DEX、VITが高水準でまとまっている。左右ともにチャージが遅いが、高い魔獣補正を持つ。
- リセル（WAR）　物理寄りの万能ステータスを持つ。全キャラ最速の右手チャージを誇るが、HPとVIT、MENが低め。
- ゼンデ（KNT）　物理型のKNT。攻撃力は若干低いが、MP、DEX、VITが高い。物質・竜に強いが魔人には苦戦を強いられる。
- ミヒャル（KNT）　物理特化型KNT。高いSTR・DEXと速めの右手チャージを誇る。またVIT・MENも高め。
- オルラン（CLC）
- ルビ（CLC）
- テオラーリ（MAG）
- ディミート（ENC）
- キリサス（ENC）
- イレス(NOV)
- クァラ(NOV)

追加パッチ「呪われし血族」を購入することで使用可能なキャラクター
- アレン（MAG）

追加パッチ「砂漠に眠る王墓」を購入することで使用可能なキャラクター
- マティア（THF）
- ベルフ（WAR）
- リヴァン（KNT）
- エミン（CLC）
- アンジーニ（MAG）
- レナ（ENC）

追加パッチ「雪渓に佇む魔城」を購入することで使用可能なキャラクター
- ルナン（SOL）
- エルオ（SOL）
- マクス（THF）
- ダレン（WAR）
- メル（KNT）
- テフィオ（CLC）
- リスティ（MAG）
- ルナルディ（ENC）

追加パッチ「炎塵に霞む遺産」を購入することで使用可能なキャラクター
- ヴェルン（NOV）
- サーシャ（NOV）
- デヴィス（NOV）
- リンジー（NOV）
- ザスター（NOV）
- マルル（NOV）

追加パッチ「雷雲を貫く巨塔」を購入することで使用可能なキャラクター
- ロアール（THF）
- デルファ（WAR）
- アヴェンス（KNT）
- シェスティ（CLC）
- ホルス（MAG）
- フィリン（ENC）

追加パッチ「絶海に浮ぶ孤城」を購入することで使用可能なキャラクター
- ジッダ（SOL）
- エクトル（NOV）
- レアン（NOV）
- カヴェラ（NOV）
- セニカ（NOV）

追加パッチ「深奥に潜む魔宮」を購入することで使用可能なキャラクター
- グリン（NOV）
- パァプ（NOV）

追加パッチ「崖下に伏す古跡」を購入することで使用可能なキャラクター
- クラニィ（SOL）